# Atletismo nos Jogos Pan-Americanos de 2023 - 100 m com barreiras feminino
A competição de 100 metros com barreiras feminino do atletismo nos Jogos Pan-Americanos de 2023 foi disputada em 31 de outubro e 1º de novembro no Parque Deportivo Estadio Nacional, em Santiago, no Chile. No total, competiram 12 atletas de 10 Comitês Olímpicos Nacionais (CON).

## Calendário
Horário local (UTC-4).
| Data           | Horário | Fase      |
| -------------- | ------- | --------- |
| 31 de outubro  | 19:25   | Semifinal |
| 1º de novembro | 19:48   | Final     |

## Medalhistas
| Ouro   | CRC Andrea Vargas   |
| Prata  | CUB Greisys Roble   |
| Bronze | USA Alaysha Johnson |

## Recordes
Antes desta competição, os recordes mundiais e dos Jogos Pan-Americanos da prova eram os seguintes:
| Tipo                             | Atleta         | Tempo | Local   | Data                |
| -------------------------------- | -------------- | ----- | ------- | ------------------- |
|                                  | Tobi Amusan    | 12.12 | Eugene  | 24 de julho de 2022 |
| Recorde dos Jogos Pan-Americanos | Queen Harrison | 12.52 | Toronto | 21 de julho de 2015 |

## Resultados

### Semifinal
Qualificação: Os três primeiros em cada bateria (Q) e os próximos dois mais rápidos (q) se classificaram para a final.
Estes foram os resultados:
| Pos. | Bateria | Atleta                  | Nacionalidade                | Tempo | Notas |
| ---- | ------- | ----------------------- | ---------------------------- | ----- | ----- |
| 1    | 2       | Andrea Vargas           | CRC Costa Rica               | 12.78 | Q     |
| 2    | 1       | Alaysha Johnson         | USA Estados Unidos           | 12.99 | Q     |
| 3    | 1       | Greisys Roble           | CUB Cuba                     | 13.16 | Q     |
| 4    | 2       | Paola Vazquez           | PUR Porto Rico               | 13.27 | Q     |
| 5    | 2       | Ketiley Batista         | BRA Brasil                   | 13.31 | Q     |
| 6    | 1       | Keira Christie-Galloway | CAN Canadá                   | 13.36 | Q     |
| 7    | 2       | Yoveinny Mota           | VEN Venezuela                | 13.39 | q     |
| 8    | 1       | Jocelyn Echazabal       | CUB Cuba                     | 13.51 | q     |
| 9    | 1       | Caroline Tomaz          | BRA Brasil                   | 13.62 |       |
| 10   | 1       | María Ignacia Eguiguren | CHI Chile                    | 14.07 |       |
| 11   | 2       | Nancy Sandoval          | ESA El Salvador              | 14.34 |       |
| 12   | 2       | Deya Erickson           | IVB Ilhas Virgens Britânicas | 14.42 |       |

### Final
Estes foram os resultados:
| Pos. | Raia | Atleta                  | Nacionalidade      | Tempo | Nota |
| ---- | ---- | ----------------------- | ------------------ | ----- | ---- |
| 01 ! | 5    | Andrea Vargas           | CRC Costa Rica     | 13.06 |      |
| 02 ! | 4    | Greisys Roble           | CUB Cuba           | 13.09 |      |
| 03 ! | 6    | Alaysha Johnson         | USA Estados Unidos | 13.19 |      |
| 4    | 7    | Ketiley Batista         | BRA Brasil         | 13.38 |      |
| 5    | 8    | Yoveinny Mota           | VEN Venezuela      | 13.39 |      |
| 6    | 1    | Jocelyn Echazabal       | CUB Cuba           | 13.40 |      |
| 7    | 3    | Paola Vazquez           | PUR Porto Rico     | 13.51 |      |
| 8    | 2    | Keira Christie-Galloway | CAN Canadá         | 13.60 |      |

Legenda
| Recorde mundial                  | Recorde mundial (World record)               |                       | Recorde africano                      | Recorde africano (African) |                                           | Q | Classificado por posição (Qualified) |
| Recorde dos Jogos Pan-Americanos | Recorde pan-americano (Pan-American record)  | Recorde da América    | Recorde da América (Americas)         | q                          | Classificado por melhor tempo (Qualified) |   |                                      |
| Melhor marca do ano              | Melhor marca do ano (World leading)          | Recorde asiático      | Recorde asiático (Asian)              | DNS                        | Não largou (Did not start)                |   |                                      |
| Recorde nacional                 | Recorde nacional (National record)           | Recorde europeu       | Recorde europeu (European)            | DNF                        | Não terminou (Did not finish)             |   |                                      |
| Recorde pessoal                  | Recorde pessoal do atleta (Personal best)    | Recorde da Oceania    | Recorde da Oceania (Oceania)          | DSQ / DQ                   | Desclassificado (Disqualified)            |   |                                      |
| Recorde da temporada             | Recorde da temporada do atleta (Season best) | Recorde sul-americano | Recorde sul-americano (South America) | NM                         | Sem marca (No mark)                       |   |                                      |